# Chondropsis chaliniformis
Chondropsis chaliniformis är en svampdjursart som beskrevs av Lendenfeld 1889. Chondropsis chaliniformis ingår i släktet Chondropsis och familjen Chondropsidae.
Artens utbredningsområde är havet kring Australien. Inga underarter finns listade i Catalogue of Life.